# Verheven Peel
De Verheven Peel is een complex van Peelrestanten, gelegen op de Peelhorst op de grens van Noord-Brabant en Limburg. 
De grootste Peelreservaten binnen de Verheven Peel zijn de Deurnese Peel en de Mariapeel, beide ongeveer 1400 hectare groot. Kleinere hoogveenrestanten zijn onder andere de Liesselse Peel, Heitrakse Peel, Het Grauwveen, Het Zinkske en Scherliet. Ook het natte weidegebied 't Molentje, waar zich nog ongeveer een meter veen bevindt, wordt er toe gerekend. De Verheven Peel is het restant van een hoogveen moeras dat in het midden van de 19e eeuw ongeveer 160.000 hectare groot was. Daarvan is anno 2018 ongeveer 5000 hectare over. Naast de Verheven Peel is er nog een tweede grote Peelrestant. Dat is de Groote Peel, die echter in de Centrale Slenk ligt en een heel andere ontstaansgeschiedenis heeft dan de Verheven Peel. 

## Ontstaan
Het ontstaan van de Verheven Peel is gebaseerd op een zeer specifieke geohydrologische situatie, die gekenmerkt wordt door drie eigenschappen.

### Geologische breuk
De aanwezigheid van de Peelrandbreuk aan de westzijde. Deze breuk ligt tussen de hogere Peelhorst aan de oostzijde en de lager gelegen Centrale Slenk aan de westzijde. Horst en slenk zijn gevormd door breukvorming als gevolg van gebergtevorming in Centraal-Europa waarbij horsten omhoog kwamen en slenken langs breuken wegzakten. Overeenkomende lagen op horst en slenk liggen daardoor plaatselijk wel een kilometer uit elkaar. Bij de Peelrandbreuk vinden ook heden nog regelmatig aardbevingen plaats, de laatste met een kracht van 5.2 op de schaal van Richter in 1992. Bijzonder aan de Peelrandbreuk is dat die vrijwel ondoorlatend is voor water, onder andere omdat er versmering van leem heeft plaatsgevonden en er ijzeroer is afgezet.

### Waterscheidingen
De aanwezigheid van twee loodrecht op elkaar staande waterscheidingen aan de oost- en zuidzijde van de Verheven Peel. Waterscheidingen zijn hoger gelegen gebieden, vanwaar het water 'her en derwaarts stroomt'. De oostelijke waterscheiding volgt de hoogste delen van de Peelhorst, de zuidelijke een dekzandrug, die dwars door de Centrale Slenk loopt en zijn vervolg heeft op de Peelhorst. Door de aanwezigheid van de waterscheidingen blijft het water gemakkelijker op de horst aanwezig en wordt het niet beïnvloed door negatieve effecten buiten de waterscheiding.

### Ondoorlatende laag
Op geringe diepte (10-20 meter) is een vrijwel ondoorlatende laag aanwezig op de Peelhorst. Dat is de Formatie van Breda die in het Mioceen is afgezet in een soort kustsituatie. Deze formatie bestaat uit sterk lemig materiaal (min of meer te vergelijken met jongere zeeklei) of fijnzandig materiaal en is daarom moeilijk doorlatend voor water. Het maakt dat regenwater in het gebied niet diep de bodem in kan zakken.
Deze drie geologische fenomenen hebben tot gevolg dat zich op de Peelhorst een soort ondergrondse badkuip bevindt waaruit het water niet gemakkelijk kan verdwijnen. Een ideale situatie voor het ontstaan van een hoogveenmoeras.

## Naamgeving
In 1993 verscheen de brochure De Verheven Peel. Beheers- en ontwikkelingsvisie voor het gebied van de Deurnese Peel/Mariapeel en omgeving, een uitgave van de stichting Werkgroep Behoud de Peel (WBdP). De toen gekozen naam is in 1994 overgenomen in de in opdracht van de overheid opgestelde gebiedsvisie Wild en woest en ledig en zo officieel geworden.